# Convenzione internazionale sui diritti dell'infanzia
La Convenzione ONU sui Diritti dell'infanzia (Convention on the Rights of the Child) fu approvata dall'Assemblea generale delle Nazioni Unite il 20 novembre 1989. Essa esprime un consenso su quali sono gli obblighi degli Stati e della comunità internazionale nei confronti dell'infanzia.
Tutti i paesi del mondo (ad oggi aderiscono alla Convenzione 194 Stati), ad eccezione degli Stati Uniti, hanno ratificato questa Convenzione. La Convenzione è stata ratificata dall'Italia il 27 maggio 1991 con la legge n. 176. L'ultimo paese ad aver ratificato la convenzione è stato la Somalia.
La Convenzione è uno strumento giuridico e un riferimento a ogni sforzo compiuto in cinquant'anni di difesa dei diritti dei bambini; è composta da 54 articoli.
La creazione della Convenzione è ricordata ogni anno, il 20 novembre, con la commemorazione della Giornata internazionale per i diritti dell'infanzia e dell'adolescenza.

## Storia
Il documento ha avuto una lunga evoluzione:
- 1924 per la prima volta si fa riferimento al bambino in quanto tale nella Risoluzione, riconosciuta dalla comunità internazionale, che includeva la Dichiarazione dei diritti del fanciullo, nota come Dichiarazione di Ginevra;
- 1959 Dichiarazione sui Diritti del Bambino promulgata dall'Assemblea generale delle Nazioni Unite, in vigore tutt'oggi.

Il processo che ha portato alla creazione della Convenzione delle Nazioni Unite si è sviluppato grazie a due eventi:
- la nuova concezione e rappresentazione dei bambini;
- il rafforzamento del diritto internazionale.

### Fondazione
L'8 marzo 1989 la Commissione delle Nazioni Unite per i Diritti dell'Uomo, in occasione della sua 45ª sessione, rende nota la bozza della Convenzione sui Diritti del Bambino all'Assemblea generale, tramite il Consiglio economico e sociale delle Nazioni Unite (ECOSOC).

Il 20 novembre 1989 il testo viene adottato senza alcun voto contrario.

#### Nuova concezione dei diritti dei bambini
Nel 1924 con la Dichiarazione di Ginevra, la quinta Assemblea generale della Società delle Nazioni approva un documento in cinque punti ove per la prima volta si fa riferimento ai "diritti del bambino".
Nel 1948 da tale documento si sviluppa una Dichiarazione in sette punti adottata dall'Organizzazione delle Nazioni Unite (ONU). In seguito, il 20 novembre 1959, viene promulgata dall'Assemblea generale delle Nazioni Unite la Dichiarazione in vigore oggi, cioè la Dichiarazione dei Diritti del Fanciullo.
I temi sui quali si sono sviluppate tutte queste dichiarazioni sono la necessità ed il diritto del bambino di ricevere protezione e cura. La nuova Dichiarazione include diritti non previsti nella precedente Dichiarazione Universale dei Diritti dell'Uomo:
- il divieto di ammissione al lavoro per i minori che non abbiano raggiunto un'età minima adatta.
- il diritto del minore disabile a ricevere cure speciali.

Durante l'Anno del Bambino (IYC) del 1979, la Dichiarazione del 1959 è stata pubblicizzata celebrando il suo ventesimo anniversario e dando così spunto per la stesura di una Convenzione sui Diritti del Bambino.

#### Strumenti giuridici internazionali di riferimento
I principali strumenti giuridici internazionali di riferimento per la stesura della Convenzione internazionale sui Diritti del Bambino sono la Dichiarazione Universale dei Diritti Umani ed i maggiori trattati internazionali in materia di diritti umani:
- il Patto internazionale sui diritti civili e politici;
- il Patto internazionale sui diritti economici, sociali e culturali;
- la Convenzione contro la tortura, e ogni altra forma di trattamento o punizione crudele, inumano o degradante;
- la Convenzione internazionale per l'eliminazione di ogni forma di discriminazione razziale;
- la Convenzione internazionale contro ogni forma di discriminazione contro la donna;
- la Dichiarazione dei diritti del fanciullo del 1924.

Ognuno di questi trattati rappresenta uno strumento giuridico importante per imporre agli stati l'adempimento degli obblighi internazionali assunti in protezione e promozione dei diritti umani.

### Il contributo della Polonia
Nel 1978 il Governo polacco introduce formalmente la proposta di adottare una specifica Convenzione sui diritti del bambino, spinto dal desiderio di promulgarla in occasione dell'Anno Internazionale del bambino del 1979. La Polonia aveva già sostenuto l'idea di una Convenzione durante la stesura della Dichiarazione sui Diritti del Bambino del 1959.

La bozza si basava sui principi già concordati nel 1959, ma fu molto criticata perché il testo non aveva stile adatto e appoggiava le priorità delle autorità polacche in quel periodo.

### Il Working Group
La 35ª sessione della Commissione per i Diritti Umani decide di organizzare un Working Group per la stesura di una Convenzione sui diritti del bambino cui ognuno dei 43 Stati appartenenti alla Commissione poteva partecipare. Gli altri membri delle Nazioni Unite potevano collaborare tramite "osservatori" (col diritto di prendere parola) e ugualmente potevano fare le organizzazioni intergovernative. Le organizzazioni non governative con status consultivo presso il Consiglio economico e sociale (ECOSOC) potevano ugualmente prendere parte, ma senza diritto di parola.
Gli incontri erano pubblici, il primo si tenne nel 1980 durante la trentesima sessione della Commissione. Fino al 1987 il gruppo si incontrò annualmente in modalità di pre-sessione, cioè durante la settimana precedente l'inizio delle sessioni della Commissione (fine gennaio-inizio febbraio). Durante il meeting del 1980 la Polonia presentò una bozza revisionata.
La realizzazione della Convenzione fu terminata entro il 1989 con unanimità. Il Presidente del gruppo è stato per tutto il tempo il polacco Adam Lopatka, ministro degli affari religiosi e presidente della Corte Suprema in Polonia.

### Le organizzazioni non governative
Del gruppo di lavoro facevano parte, oltre al governo e alle organizzazioni intergovernative, anche le organizzazioni non governative (ONG) riconosciute.
Il gruppo partecipò attivamente contribuendo alla stesura di almeno 100 articoli importanti della convenzione.

### Dibattiti
Un primo disaccordo fu riguardo l'età minima necessaria per poter parlare di "bambino": dal concepimento o dalla nascita?

Uno dei diritti già stipulati nel 1959 era che "il bambino ha bisogno di una particolare protezione e di cure speciali compresa un'adeguata protezione giuridica sia prima che dopo la nascita". Non era chiaro se la protezione giuridica dovesse includere anche la proibizione dell'aborto o meno.

Per risolvere il dubbio, si stipulò di arrivare ad un accordo riguardo aborto ed età minima per renderlo esplicito nella Dichiarazione con un articolo aggiuntivo.
Altra discordanza riguardava la libertà di religione: l'art. 14 dichiara "libertà di avere o adottare una religione [...] di propria scelta". Venne fatto notare però che nel contesto islamico un bambino non ha il diritto di scegliere un'altra religione e quindi concordarono di non mantenere tale diritto, nonostante fosse già consolidato nei Diritti Umani.

Inoltre fu motivo di dibattito l'argomento adozione ed ebbe come risultato di garantire maggiore protezione ai bambini coinvolti nell'adozione piuttosto che cercare un processo facile e veloce.

## Preambolo
Il Preambolo è l'introduzione della Convenzione Internazionale sui Diritti dell'Infanzia e spiega i motivi per cui è stata stesa la Convenzione.

Prende in considerazione:
- la Carta delle Nazioni Unite del 1945;
- la Dichiarazione universale dei diritti dell'uomo del 1948;
- la necessità di far crescere i bambini all'interno di un ambiente familiare sano e sereno;
- l'idea di dover rivolgere particolare attenzione e protezione ai bambini, come dichiarato anche sulla Dichiarazione dei diritti del fanciullo (1959), nella convenzione di Ginevra (1924) e nella Dichiarazione universale dei diritti dell'uomo (1948);
- la consapevolezza che ci siano bambini che hanno bisogno di particolari attenzioni perché in seria difficoltà;
- l'importanza della cooperazione internazionale.

## Contenuto
I diritti garantiti dalla Convenzione Internazionale sui Diritti dell'Infanzia sono raccolti in un documento onnicomprensivo senza distinzioni, né suddivisioni, perché ogni articolo è da considerarsi di uguale importanza, indivisibile, correlato agli altri e interdipendente. La Convenzione internazionale sui diritti dell'infanzia è stato il primo strumento di tutela internazionale a sancire nel proprio testo le diverse tipologie di diritti umani: civili, culturali, economici, politici e sociali, nonché quelli concernenti il diritto internazionale umanitario.
Il testo contiene anche articoli rivolti alla protezione contro l'abuso e lo sfruttamento e si impegna a far sì che il bambino faccia valere il proprio pensiero.
Il primo articolo con cui si apre il Documento recita «ai sensi della presente Convenzione si intende per bambino ogni essere umano avente un'età inferiore ai 18 anni» e prosegue mettendo in luce dibattiti e compromessi riguardo alla protezione del bambino prima della nascita.
Gli articoli della Convenzione possono essere raggruppati in quattro categorie in base ai principi guida che informano tutta la Convenzione:
1. Principio di non discriminazione: sancito all'art. 2, impegna gli Stati parti ad assicurare i diritti sanciti a tutti i minori, senza distinzione di razza, colore, sesso, lingua, religione, opinione del bambino e dei genitori;
2. Superiore interesse del bambino: sancito dall'art. 3, prevede che in ogni decisione, azione legislativa, provvedimento giuridico, iniziativa pubblica o privata di assistenza sociale, l'interesse superiore del bambino deve essere una considerazione preminente;
3. Diritto alla vita, sopravvivenza e sviluppo: sancito dall'art. 6, prevede il riconoscimento da parte degli Stati membri del diritto alla vita del bambino e l'impegno ad assicurarne, con tutte le misure possibili, la sopravvivenza e lo sviluppo;
4. Ascolto delle opinioni del bambino: sancito dall'art. 12, prevede il diritto dei bambini a essere ascoltati in tutti i procedimenti che li riguardano, soprattutto in ambito legale. L'attuazione del principio comporta il dovere, per gli adulti, di ascoltare il bambino capace di discernimento e di tenerne in adeguata considerazione le opinioni. Tuttavia, ciò non significa che i bambini possano dire ai propri genitori che cosa devono fare. La Convenzione pone in relazione l'ascolto delle opinioni del bambino al livello di maturità e alla capacità di comprensione raggiunta in base all'età.

## Il diritto di espressione
La Convenzione internazionale sui diritti dell'infanzia presta attenzione alla partecipazione del bambino e della conseguente possibilità di prendere parte a questioni che lo riguardano. Per la prima volta la questione fu introdotta dalla Polonia nel 1980 con la bozza stesa della Convenzione.

### Presupposti
L'infanzia è un periodo delicato e richiede la creazione di condizioni favorevoli che accompagnino il bambino fino allo sviluppo. La Convenzione deve essere vista nella sua totalità, per questo anche l'art. 12 è in stretta relazione con l'art. 2 (non discriminazione) e l'art. 3 (miglior interesse del bambino).
In certi casi, l'art. 3 è in contraddizione con l'art. 12, in quanto spesso genitori ed educatori si oppongono all'autonomia del bambino. La Convenzione ONU dei Diritti del Bambino protegge diritti e doveri dei genitori nel crescere e nell'educare i propri figli (art. 5, 7, 9). Il genitore deve comunque valutare lo sviluppo e le capacità del figlio. Tuttavia, il bambino ha diritto a esprimere la propria opinione senza pressione o influenza esterna (pena, in caso contrario, la possibilità di non prendere legalmente in considerazione l'opinione). I genitori hanno inoltre l'obbligo di porre attenzione anche a modo di porre le domande, perché anche questo potrebbe intimidire il bambino e influenzarlo nelle risposte. L'importanza data all'opinione del bambino è direttamente proporzionale alla scelta da prendere.

### Aspetto pratico
L'art. 12 dichiara la necessità di nominare una figura addetta all'ascolto, stabilire i tempi e cercare di far esprimere al meglio il bambino. Se la persona che ascolta appartiene ad enti pubblici, deve possedere una preparazione qualificata.

## Entrata in vigore
La Convenzione Internazionale sui Diritti dell Infanzia aveva bisogno di rispettare alcune condizioni per essere giuridicamente valida, tra cui la ratifica da parte degli Stati.

Il 26 gennaio 1990 a New york la CRC viene firmata da 61 paesi durante la cerimonia ufficiale.
Secondo l'art. 49.1, la Convenzione entra in vigore 30 giorni dopo la firma dell'ultimo stato necessario per raggiungere il numero minimo accettabile, cioè 20.

## Meccanismo di monitoraggio
Le Convenzioni sono definite strumenti di hard law e sono legalmente vincolanti. Con la ratifica di una Convenzione uno Stato aderisce a un accordo internazionale e ha l'obbligo di rispettarne le disposizioni. Non esistono ancora organi intergovernativi adibiti al monitoraggio dell'implementazione del diritto internazionale. Affinché la Convenzione venga effettivamente sostenuta, deve contenere le proprie specifiche regole di monitoraggio sulla sua implementazione negli Stati membri. L'efficacia del controllo è direttamente proporzionale a quella del documento.
La normativa della Convenzione Internazionale sui Diritti dell'Infanzia dichiara che uno Stato che ha aderito alla sua ratifica non deve adottare nessun'altra legislazione o apportare modifiche alle norme nazionali che risultino in conflitto con quelle espresse nella Convenzione.
La Convenzione è dotata di natura autoesecutiva (self-executive force) che permette ai singoli cittadini di far valere in un tribunale nazionale i diritti da essa garantiti. Per essere applicata direttamente in una corte nazionale deve essere ratificata, avere un testo chiaro ed esauriente e senza bisogno di rielaborazioni. Inoltre lo Stato coinvolto deve aver riconosciuto nella propria legislazione nazionale il principio di diretta applicabilità delle convenzioni internazionali. Gli Stati che riconoscono tale principio possono esprimerlo con modalità diverse: in alcuni paesi, come i Paesi Bassi l'applicazione diretta delle Convenzioni Internazionali è stabilita nella Costituzione; in altri il principio è divenuto parte della giurisprudenza, come per esempio in Belgio.
L'art. 44 prevede che ogni stato sottoponga al Comitato sui Diritti dell'Infanzia un rapporto periodico sui provvedimenti adottati per applicare i principi sanciti dalla Convenzione.

Il primo rapporto deve essere presentato entro due anni dall'entrata in vigore della Convenzione nello Stato; successivamente, ogni cinque anni. Ogni rapporto deve fornire dati riguardo alle misure adottate, che devono essere sufficienti al comitato per confermare l'attuazione della Convenzione. Deve anche indicare i fattori e le difficoltà riscontrate dagli Stati parti e che impediscono di adempire agli obblighi previsti dal trattato.